# Alberto Márcico
Alberto José Márcico (Corrientes, 13 de mayo de 1960), conocido por su apodo el Beto, es un exfutbolista y actual director técnico argentino. Se desempeñaba en la posición de enganche o centrodelantero. 
Disputó la mayor parte de su carrera en el fútbol argentino destacándose en los clubes Ferrocarril Oeste donde es considerado uno de los máximos ídolos de la historia de esa institución, ya que formó parte de su etapa más exitosa ganando dos títulos y de Boca Juniors donde tuvo un gran rendimiento, conquistando tres títulos y siendo también considerado como ídolo en este club.
Se caracterizaba por su clase y elegancia a la hora de tocar el balón, por su excelente visión de juego y su enorme capacidad para crear fútbol, además de su capacidad asistidora.
En el año 1984 fue galardonado como futbolista argentino del año, una distinción que reconoce a los mejores jugadores argentinos del momento.

## Trayectoria
Debutó en Ferro Carril Oeste el 6 de agosto de 1980 bajo las órdenes de su gran maestro, Carlos Timoteo Griguol, sin haber pasado por las divisiones juveniles de ningún club. A los 20 años había tenido un paso fugaz por Racing, pero no llegaron a ficharlo.

### Ferro Carril Oeste (1980-1985)
Jugó en Ferro durante la mejor época deportiva y económica de la institución —entre 1980 y 1984—, y allí se consagró campeón nacional dos veces: en 1982 ante Quilmes y en 1984 ante River Plate. Delantero potente y habilidoso, de fina pegada, se caracterizó por el manejo de su cuerpo para deshacerse de sus adversarios. En Ferro Carril Oeste jugó un total de 210 partidos y convirtió 43 goles. Fue elegido futbolista argentino del año de 1984.

### Toulouse (1985-1992)
Luego de su brillante etapa en el club de Caballito, en 1985 viajó al fútbol francés para jugar en el Toulouse Football Club durante siete años. Allí encontró su lugar en el mundo y es en la ciudad homónima donde vive hoy en día junto a sus hijos. En Francia jugó 227 partidos y convirtió 62 goles.

### Boca Juniors (1992-1995)
En 1992 fue contratado por Boca Juniors, siendo muy bien recibido por la parcialidad xeneize. En el club de la Ribera se convirtió en capitán e ídolo jugando como enlace. Allí obtuvo el Torneo Apertura 1992, la Copa Máster de Supercopa ganándole la final frente a Cruzeiro de Brasil en 1992 y la Copa de Oro Nicolás Leoz al año siguiente, derrotando al Atlético Mineiro.
En Boca jugó 154 partidos y anotó 15 goles.

### Gimnasia y Esgrima La Plata (1996-1998)
Ya en el final de su carrera, tuvo un ofrecimiento para volver a Ferro, pero finalmente Griguol lo convenció para ir a jugar a Gimnasia y Esgrima de La Plata en 1996.
Pese a tener ya 36 años, Márcico se convirtió en una de las figuras del Torneo Clausura, en el que Gimnasia fue subcampeón por debajo de Vélez Sarsfield, y señaló 10 goles, apenas dos menos que el artillero del certamen, Ariel López. 
En ese torneo Gimnasia jugó brillantes partidos como el 6:0 a Boca Juniors en la reinauguración de La Bombonera, encuentro en el cual Márcico señaló un gol de penal (fue ovacionado por toda la hinchada local luego del gol). Además, ese mismo año, durante la disputa de las Eliminatorias mundialistas, fue convocado por Daniel Passarella a la selección de fútbol de Argentina, aunque no llegó a jugar. En el club platense jugó 31 partidos y convirtió 10 goles.
Casi va a la Copa Mundial de Fútbol de 1994, pero al final no fue convocado. 

## Estadísticas

### En clubes
| Ferro Carril Oeste Argentina | 1.ª                 |                     |     |     |    |   |    |   |     |     |      |
| Ferro Carril Oeste Argentina | 1.ª                 | 1980                | 10  | 0   | —  | — | —  | — | 10  | 0   | 0,00 |
| Ferro Carril Oeste Argentina | 1.ª                 | 1981                | 45  | 3   | —  | — | —  | — | 45  | 3   | 0,07 |
| Ferro Carril Oeste Argentina | 1.ª                 | 1982                | 50  | 5   | —  | — | —  | — | 50  | 5   | 0,10 |
| Ferro Carril Oeste Argentina | 1.ª                 | 1983                | 42  | 8   | —  | — | 6  | 1 | 48  | 9   | 0,19 |
| Ferro Carril Oeste Argentina | 1.ª                 | 1984                | 47  | 22  | —  | — | —  | — | 47  | 22  | 0,47 |
| Ferro Carril Oeste Argentina | 1.ª                 | 1985                | 10  | 5   | —  | — | —  | — | 10  | 5   | 0,50 |
| Ferro Carril Oeste Argentina | Total club          | Total club          | 204 | 43  | 0  | 0 | 6  | 1 | 210 | 44  | 0,21 |
| Toulouse FC Francia | 1.ª                 |                     |     |     |    |   |    |   |     |     |      |
| Toulouse FC Francia | 1.ª                 | 1985-86             | 37  | 10  | 1  | 0 | —  | — | 38  | 10  | 0,26 |
| Toulouse FC Francia | 1.ª                 | 1986-87             | 25  | 14  | 3  | 0 | 2  | 0 | 30  | 14  | 0,47 |
| Toulouse FC Francia | 1.ª                 | 1987-88             | 32  | 8   | 4  | 2 | 2  | 2 | 38  | 12  | 0,32 |
| Toulouse FC Francia | 1.ª                 | 1988-89             | 33  | 8   | 3  | 1 | —  | — | 36  | 9   | 0,25 |
| Toulouse FC Francia | 1.ª                 | 1989-90             | 35  | 12  | 1  | 0 | —  | — | 36  | 12  | 0,33 |
| Toulouse FC Francia | 1.ª                 | 1990-91             | 36  | 6   | 4  | 0 | —  | — | 40  | 6   | 0,15 |
| Toulouse FC Francia | 1.ª                 | 1991-92             | 29  | 4   | 1  | 0 | —  | — | 30  | 4   | 0,13 |
| Toulouse FC Francia | Total club          | Total club          | 227 | 62  | 17 | 3 | 4  | 2 | 248 | 67  | 0,27 |
| Boca Juniors Argentina | 1.ª                 |                     |     |     |    |   |    |   |     |     |      |
| Boca Juniors Argentina | 1.ª                 | 1992                | 15  | 3   | —  | — | 2  | 0 | 17  | 3   | 0,18 |
| Boca Juniors Argentina | 1.ª                 | 1992-93             | 33  | 1   | —  | — | 4  | 0 | 37  | 1   | 0,03 |
| Boca Juniors Argentina | 1.ª                 | 1993-94             | 35  | 2   | 2  | 0 | 8  | 0 | 45  | 2   | 0,04 |
| Boca Juniors Argentina | 1.ª                 | 1994-95             | 29  | 7   | —  | — | 8  | 1 | 37  | 8   | 0,22 |
| Boca Juniors Argentina | 1.ª                 | 1995                | 14  | 0   | —  | — | 4  | 1 | 18  | 1   | 0,06 |
| Boca Juniors Argentina | Total club          | Total club          | 126 | 13  | 2  | 0 | 26 | 2 | 154 | 15  | 0,10 |
| Gimnasia y Esgrima LP Argentina | 1.ª                 |                     |     |     |    |   |    |   |     |     |      |
| Gimnasia y Esgrima LP Argentina | 1.ª                 | 1996                | 14  | 10  | —  | — | —  | — | 14  | 10  | 0,71 |
| Gimnasia y Esgrima LP Argentina | 1.ª                 | 1996-97             | 7   | 0   | —  | — | —  | — | 7   | 0   | 0,00 |
| Gimnasia y Esgrima LP Argentina | 1.ª                 | 1997-98             | —   | —   | —  | — | —  | — | 0   | 0   | 0,00 |
| Gimnasia y Esgrima LP Argentina | 1.ª                 | 1998                | 10  | 0   | —  | — | —  | — | 10  | 0   | 0,00 |
| Gimnasia y Esgrima LP Argentina | Total club          | Total club          | 31  | 10  | 0  | 0 | 0  | 0 | 31  | 10  | 0,32 |
| Total en su carrera | Total en su carrera | Total en su carrera | 588 | 128 | 19 | 3 | 36 | 5 | 643 | 136 | 0,21 |
| (1) Incluye partidos de la Liguilla pre-Libertadores (1992). (2) Las copas nacionales se refiere a la Copa de Francia (1985-92) y a la Copa Centenario de la AFA (1993-94). (3) Las copas internacionales se refiere a la Copa Libertadores (1983-94); Copa de la UEFA (1986-88); Copa Máster de Supercopa (1992); Supercopa Sudamericana (1992-95); Copa de Oro Nicolás Leoz (1993) y Copa Iberoamericana (1994). (4) Media de goles por encuentro. No incluye goles en partidos amistosos. |                     |                     |     |     |    |   |    |   |     |     |      |

## Palmarés

### Campeonatos nacionales
| Título           | Club               | País      | Año    |
| ---------------- | ------------------ | --------- | ------ |
| Primera División | Ferro Carril Oeste | Argentina | N-1982 |
| Primera División | Ferro Carril Oeste | Argentina | N-1984 |
| Primera División | Boca Juniors       | Argentina | A-1992 |

### Campeonatos internacionales
| Título                   | Club         | Sede final   | Año  |
| ------------------------ | ------------ | ------------ | ---- |
| Copa Máster de Supercopa | Boca Juniors | Buenos Aires | 1992 |
| Copa de Oro Nicolás Leoz | Boca Juniors | Buenos Aires | 1993 |

### Distinciones individuales
| Distinción                                                                                 | Año  |
| ------------------------------------------------------------------------------------------ | ---- |
| Premio Olimpia de Plata al futbolista del año en Argentina                                 | 1984 |
| Miembro del Equipo Ideal de América                                                        | 1992 |
| Segundo mejor centrocampista ofensivo de la historia del fútbol argentino en encuesta FIFA | 2001 |
| Miembro del Equipo Ideal Histórico de Toulouse FC                                          | 2017 |

## Galardones
Alberto Márcico fue elegido por la FIFA como el mejor enganche de la historia del fútbol argentino luego de Diego Armando Maradona. En una encuesta realizada en 2001, donde se votó por Internet y a su vez votaron grandes personalidades de la AFA y del periodismo deportivo argentino como Alejandro Fabbri, Víctor Hugo Morales entre otros.